# São Martinho (Alcácer do Sal)
São Martinho é uma freguesia portuguesa do município de Alcácer do Sal, com 88,59 km2 de área e 349 habitantes (censo de 2021). A sua densidade populacional é 3,9 hab./km².

## História
A freguesia foi criada pela Lei nº 48/84, de 31 de dezembro, com lugares desanexados da freguesia de Santa Maria do Castelo.

## Demografia
A população registada nos censos foi:
| Ano  | 0-14 Anos | 15-24 Anos | 25-64 Anos | > 65 Anos |
| 2001 | 47        | 71         | 290        | 154       |
| 2011 | 45        | 29         | 215        | 161       |
| 2021 | 25        | 22         | 128        | 174       |